# フラニーズ・フィート
フラニーズ・フィート（Franny's Feet）は2003年にカナダで製作された11分のアニメーション。日本では主人公フラニーの声に宮﨑あおいを迎え、2005年9月1日から2011年までカートゥーン ネットワークで放送され、その後2016年3月24日から専門チャンネルのディズニージュニアで放送開始。2007年頃にはTOKYO MXのこどもアニメクラブ枠でも放送されたことがある。

## 概要
第1シーズンのエンディングは森大輔の「Lovin' You」（ディズニージュニア版では放送されていない）。第2・3シーズンには森大輔がこのアニメーションのために「My Favorite Shoes」という曲を書き下ろしている。また、2011年では、主題歌の起用のためか、音響監督であった高桑慎一郎が死去したため、放送終了した。

## あらすじ
フラニーの祖父は、靴修理の店を経営している。フラニーは、店に持ち込まれた靴を履くと、不思議な世界へ旅行できることに気付いた。
彼女は、その旅を通じて様々な動物や人間と出会い、彼等の悩みを解決していくのであった。

## 登場人物
フラニー
英 - フィービー・マコーリー / 吹き替え： 宮崎あおい
主人公。本名は「フランシス・ファントッツィ」。口癖は「フランタスティック！」（感動したときに発せられ、「ファンタスティック！」（Fantastic!）と名前「フラニー」の前半部分のFra-からなる造語）。
おじいちゃん
英 - ジョージ・ブザ / 島香裕
ルーシー
英 - キャサリン・クリミ / 松久保いほ

## エピソード
カートゥーン ネットワーク版では以下のとおりだが、ディズニージュニア版では2話ずつまとめて放送されるので第1話A、第1話B、第2話A、…とカウントされる。

### 第1シリーズ
- 第 1話　どろんこブーツで牧場へ
- 第 2話　ビーチサンダルで家さがし
- 第 3話　しゅつどう！消防犬
- 第 4話　フラニーのピカピカマジック
- 第 5話　ひとりぼっちの雪男
- 第 6話　すてきなジングルドレス
- 第 7話　やさしいあばれ馬
- 第 8話　ブーツをはいてジャングルへ
- 第 9話　やっぱりともだち
- 第10話　お花のくつでパレードへ
- 第11話　ぞうりをはいて日本へ！
- 第12話　ランダルのかんちがい
- 第13話　たまごの子守り
- 第14話　スノーブーツで犬ぞりレース
- 第15話　フィンをつけてダイビング
- 第16話　はるまでおやすみ
- 第17話　お医者さんなんてこわくない
- 第18話　カンカンスカンク
- 第19話　としょかんの友だち
- 第20話　わらわせるのってむずかしい
- 第21話　にじいろスニーカーでサイクリング
- 第22話　レザーサンダルでメキシコへ
- 第23話　スケートできた！
- 第24話　ぼくのなわばり
- 第25話　ダンスを見せて
- 第26話　ジャマイカでマンゴー！

### 第2シリーズ
- 第27話　ドラゴンの森でランチ・パーティー
- 第28話　レスターの悪ふざけ
- 第29話　かいぞく船でたからの島へ
- 第30話　おしゃべりヤクのナット
- 第31話　トライしてみよう！
- 第32話　見かけなんて気にしない
- 第33話　夜ってこわい？
- 第34話　ホッキョクグマのすいえいレッスン
- 第35話　どっちもすごいよ！
- 第36話　はずかしがりやのミュージシャン
- 第37話　ジャングルでおかたづけ
- 第38話　オリンピックで探しもの
- 第39話　プリンセス・ティアと王女のカツラ
- 第40話　ハイヒールでパリのまちへ
- 第41話　メープルシロップの森
- 第42話　コオロギの合唱隊
- 第43話　サバンナで宝探し？
- 第44話　鼻はなんでも知っている
- 第45話　ちびっこトナカイだいかつやく！
- 第46話　たのしいキャンプ
- 第47話　はじめての馬術大会
- 第48話　ゆずりあい
- 第49話　かいていのおはなばたけ
- 第50話　みつかるかな？恐竜のほね
- 第51話　ウサギとカメとナマケモノ
- 第52話　あわてものビーバーのダムづくり

### 第3シリーズ
- 第53話　まねっこゲームでリラックス
- 第54話　おばあちゃんの知恵袋
- 第55話　すてきなコーラス
- 第56話　取りかえっこしよう！
- 第57話　楽しいボーリングレッスン
- 第58話　サッカー大好き
- 第59話　ともだちみ～つけた！
- 第60話　工夫してみよう！
- 第61話　これってマジック？
- 第62話　教えあいっこで冬支度
- 第63話　かふんでハックション
- 第64話　ハチミツ作りってた～いへん！
- 第65話　バナナを食べた～い！
- 第66話　大草原のおともだち
- 第67話　かぼちゃのジョージ
- 第68話　走れ、ハリー！
- 第69話　ミーアキャットのひなたぼっこ
- 第70話　アルプスでヤッホー！
- 第71話　だれの宝物？
- 第72話　ジャマイカに雪だるま！
- 第73話　迷子になっちゃった！
- 第74話　スキー場のパトロール犬
- 第75話　ひこうき、大好き！
- 第76話　ハヌカおめでとう！
- 第77話　さびしくないよ！
- 第78話　み～んなおともだち！

## 関連商品
書籍
- 「おてがみブック フラニーアジアへ行く」
- 「フラニーと世界の国々」
- 「おてがみブック② フラニーと不思議なおまじない」

DVD
- ジェネオン エンタテインメントよりDVDが4本発売